# Yann Tiersen

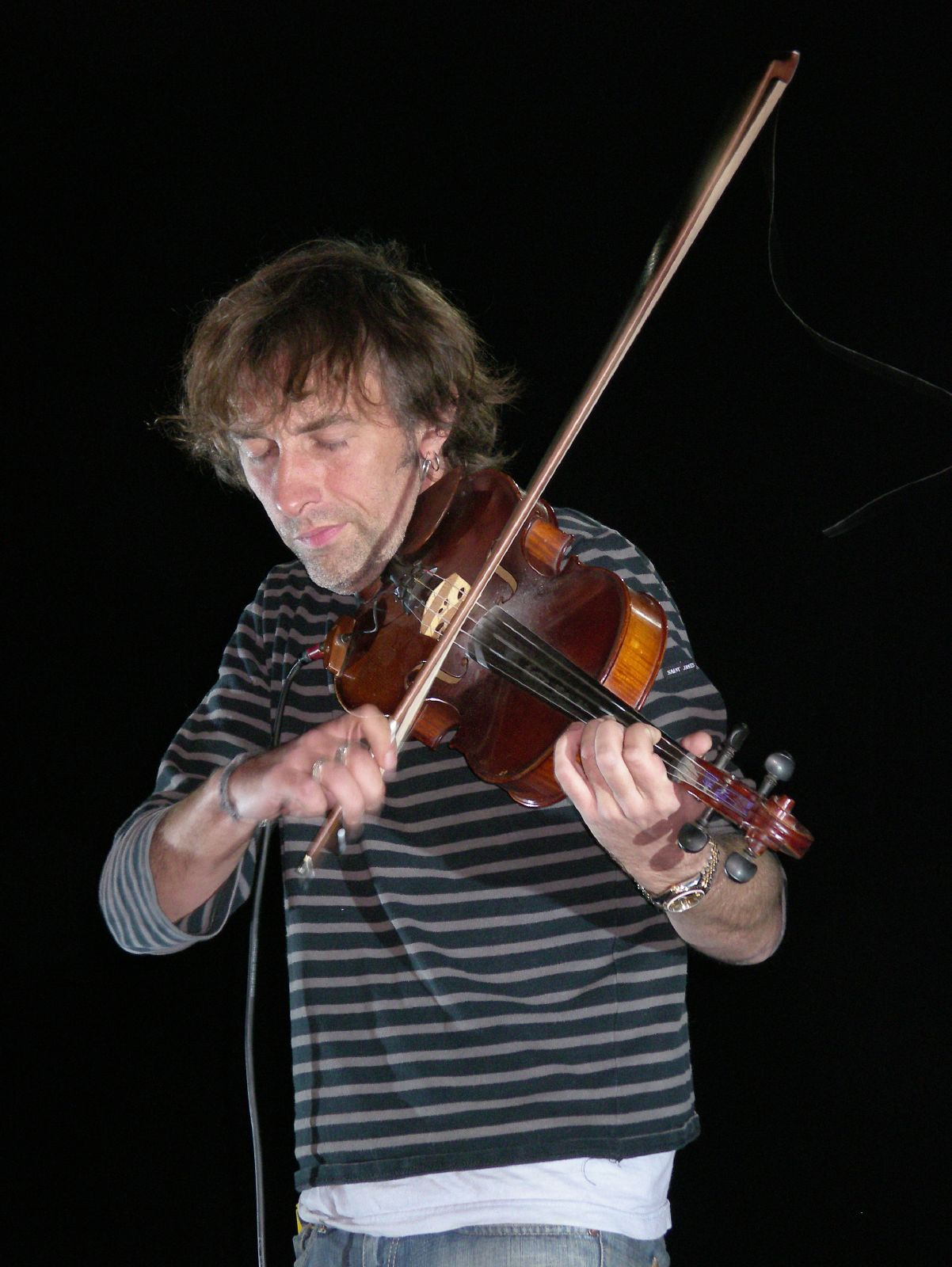
Yann Tiersen bei einem Konzert an der Geige (2007)

Yann Pierre Tiersen [tjɛʁsɛn] (* 23. Juni 1970 in Brest) ist ein französischer Komponist und Multiinstrumentalist. Außerhalb Frankreichs wurde er besonders durch seine Filmmusik zu Die fabelhafte Welt der Amélie und Good Bye, Lenin! bekannt.

## Leben
Yann Tiersen wurde am 23. Juni 1970 in Brest in der Bretagne geboren und wuchs in Rennes auf. Nachdem er einige Jahre in Paris gewohnt hat, lebt er heute mit seiner Familie auf der bretonischen Insel Ouessant. Dort hat Tiersen sein eigenes Musikstudio eingerichtet, für das er eine verlassene Diskothek umfunktionierte.
Seit seinem sechsten Lebensjahr spielt Tiersen Geige und Klavier. Als Jugendlicher spielte er in einigen lokalen Post-Punk-Bands Gitarre, nach eigenen Angaben wesentlich beeinflusst von Joy Division und The Stooges. Er hat an den Musikhochschulen in Rennes, Nantes und Boulogne-sur-Mer studiert und gilt als äußerst begabter Multiinstrumentalist.

## Musik

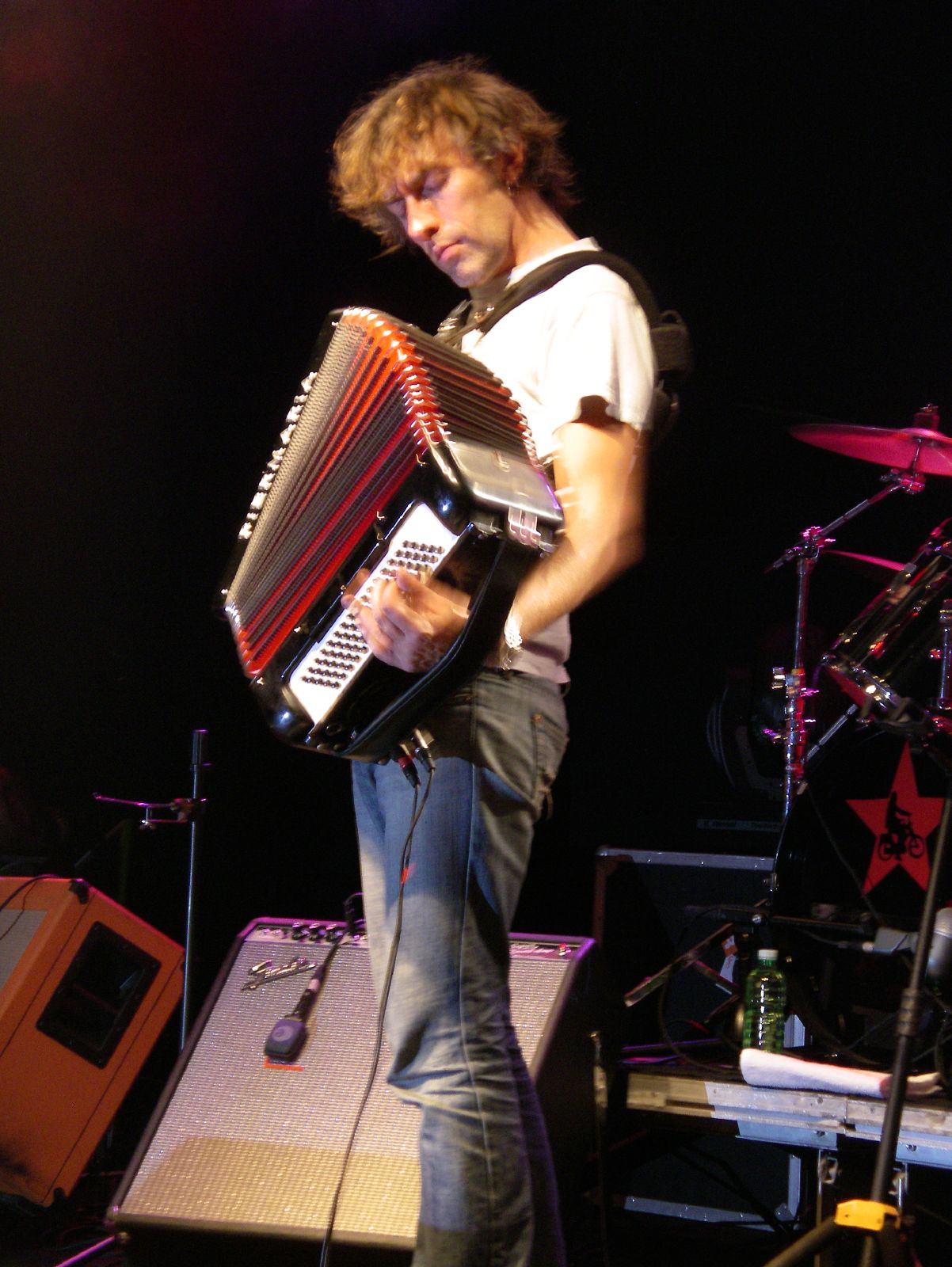
Yann Tiersen am Akkordeon

Tiersens Musikstil verbindet französische Folkmusik, Chanson und Musette mit Elementen aus der Rock- und Popmusik. Die Verwendung sich wiederholender, dabei leicht variierter Sequenzen rückt ihn in die Nähe der Minimal Music. Für die verstärkte Wahrnehmung in Deutschland sorgte unter anderem der Film Die fabelhafte Welt der Amélie, dessen Filmmusik Tiersen komponiert hat.
Die meisten seiner Veröffentlichungen spielt Tiersen als „Ein-Mann-Orchester“ ein. Häufig nutzt er dabei Klavier, Akkordeon, Mandoline, Bass, Gitarre, Banjo, Melodica, Vibraphon und diverse Rhythmusinstrumente, teilweise versehen mit orchestralen Streicherarrangements. Mehrheitlich sind seine Musiktitel Instrumentalstücke, auf einigen singen jedoch auch Gastmusiker oder er selbst.
Nach gemeinsamen Sessions im Jahr 2010 gründeten Yann Tiersen, Lionel Laquerrière und Thomas Poli die Elektronische Staubband, die oft abgekürzt ESB genannt wird. Ihr Debütalbum ESB erschien am 16. Oktober 2015.
Der Song Tempelhof auf dem Album All, bei dem sich Musik mit Aufnahmen aus der Natur vermischen, bezieht sich auf den ehemaligen Berliner Flughafen Tempelhof. Für Tiersen sind Flughäfen ein Symbol des menschlichen Untergangs und des Turbokapitalismus. Tempelhof sei das Gegenteil davon.

## Diskografie

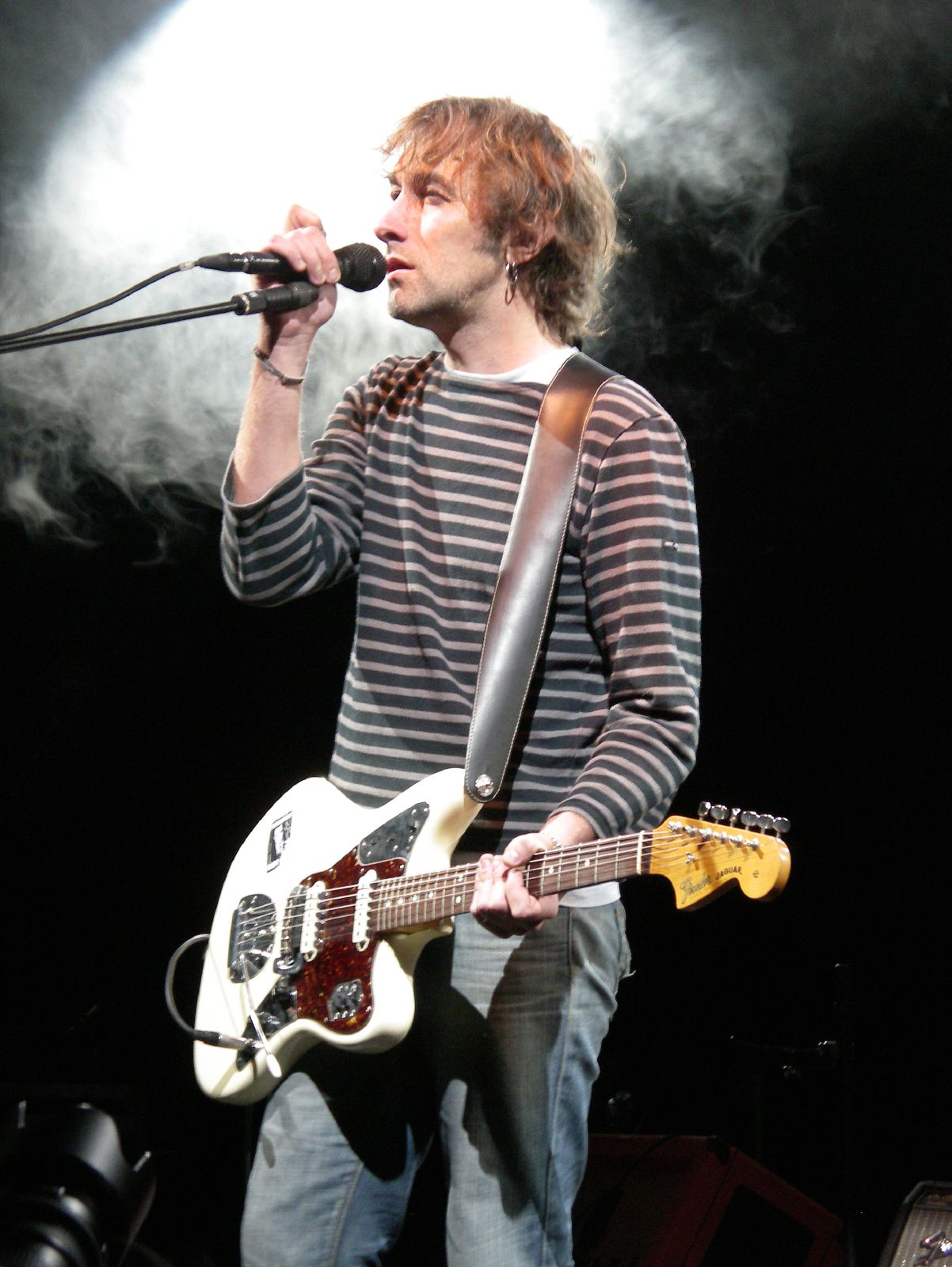
Yann Tiersen an der E-Gitarre

Neben den untenstehend aufgelisteten Alben komponierte Yann Tiersen auch die Musik zu mehreren Kurzfilmen und wirkte an Veröffentlichungen anderer Musiker und Bands mit, u. a. von The Divine Comedy (Neil Hannon), Noir Désir, Dominique A, Françoiz Breut, Les Têtes Raides und The Married Monk.

### Alben
| Jahr | Titel                                   | Höchstplatzierung, Gesamtwochen, AuszeichnungChartplatzierungen (Jahr, Titel, Platzierungen, Wochen, Auszeichnungen, Anmerkungen) | Höchstplatzierung, Gesamtwochen, AuszeichnungChartplatzierungen (Jahr, Titel, Platzierungen, Wochen, Auszeichnungen, Anmerkungen) | Höchstplatzierung, Gesamtwochen, AuszeichnungChartplatzierungen (Jahr, Titel, Platzierungen, Wochen, Auszeichnungen, Anmerkungen) | Höchstplatzierung, Gesamtwochen, AuszeichnungChartplatzierungen (Jahr, Titel, Platzierungen, Wochen, Auszeichnungen, Anmerkungen) | Höchstplatzierung, Gesamtwochen, AuszeichnungChartplatzierungen (Jahr, Titel, Platzierungen, Wochen, Auszeichnungen, Anmerkungen) | Anmerkungen                                  |
| Jahr | Titel                                   | FR | BEW | DE | AT | CH | Anmerkungen                                  |
| ---- | --------------------------------------- | --- | --- | --- | --- | --- | -------------------------------------------- |
| 1996 | Rue des cascades                        | FR51 (13 Wo.)FR | — | — | — | — | Charteinstieg in FR erst 2001                |
| 1998 | Le phare                                | FR50 Gold · (12 Wo.)FR | — | — | — | — |                                              |
| 1999 | Tout est calme                          | FR45 (2 Wo.)FR | — | — | — | — |                                              |
| 2001 | L’absente                               | FR8 Gold · (41 Wo.)FR | — | DE92 (3 Wo.)DE | — | — |                                              |
| 2001 | Le fabuleux destin d’Amélie Poulain     | FR1 ×3Dreifachplatin · (83 Wo.)FR                                                                                                 | BEW2 ×2Doppelplatin · (80 Wo.)BEW                                                                                                 | DE33 (56 Wo.)DE | AT35 (11 Wo.)AT | CH28 (45 Wo.)CH | Filmmusik                                    |
| 2001 | Rue des cascades / La valse des monstre | FR139 (1 Wo.)FR | — | — | — | — | Boxset                                       |
| 2002 | C’était ici                             | FR8 Gold · (16 Wo.)FR | — | — | — | CH64 (3 Wo.)CH | Live und Best of                             |
| 2002 | Good Bye, Lenin!                        | FR49 (13 Wo.)FR | — | — | — | — | Filmmusik                                    |
| 2004 | Yann Tiersen & Shannon Wright           | FR60 (11 Wo.)FR | — | — | — | — | mit Shannon Wright                           |
| 2005 | Les Retrouvailles                       | FR6 Gold · (20 Wo.)FR | BEW40 (7 Wo.)BEW | — | — | CH48 (5 Wo.)CH | Erstveröffentlichung: 20. Mai 2005           |
| 2006 | On Tour                                 | FR160 (1 Wo.)FR | — | — | — | — | Erstveröffentlichung: 10. November 2006      |
| 2008 | Tabarly                                 | FR122 (2 Wo.)FR | — | — | — | — | Erstveröffentlichung: 6. Juni 2008 Filmmusik |
| 2010 | Dust Lane                               | FR36 (7 Wo.)FR | BEW97 (1 Wo.)BEW | — | — | — | Erstveröffentlichung: 4. Oktober 2010        |
| 2011 | Skyline                                 | FR172 (1 Wo.)FR | — | — | — | — | Erstveröffentlichung: 14. Oktober 2011       |
| 2014 | ∞ (Infinity)                            | FR104 (2 Wo.)FR | BEW85 (4 Wo.)BEW | — | — | — | Erstveröffentlichung: 16. Mai 2014           |
| 2016 | Eusa                                    | FR22 (13 Wo.)FR | BEW38 (7 Wo.)BEW | — | AT72 (1 Wo.)AT | CH76 (1 Wo.)CH | Erstveröffentlichung: 30. September 2016     |
| 2019 | All                                     | FR66 (7 Wo.)FR | BEW116 (2 Wo.)BEW | — | — | CH50 (1 Wo.)CH | Erstveröffentlichung: 15. Februar 2019       |
| 2019 | Portrait                                | FR94 (5 Wo.)FR | BEW124 (1 Wo.)BEW | — | — | — | Erstveröffentlichung: 13. Dezember 2019      |
| 2021 | Kerber                                  | FR97 (2 Wo.)FR | BEW71 (1 Wo.)BEW | — | — | — | Erstveröffentlichung: 27. August 2021        |

Weitere Alben
- 1995: La valse des monstres
- 1999: Black session (Radiokonzert)
- 2003: 3 titres inédits au profit de la FIDH (zugunsten der Menschenrechtsorganisation FIDH; veröffentlicht von Fnac)
- 2025: Rathlin from a Distance – The Liquid Hour

### Singles
| Jahr | Titel Album                                                               | Höchstplatzierung, Gesamtwochen, AuszeichnungChartplatzierungen (Jahr, Titel, Album, Platzierungen, Wochen, Auszeichnungen, Anmerkungen) | Höchstplatzierung, Gesamtwochen, AuszeichnungChartplatzierungen (Jahr, Titel, Album, Platzierungen, Wochen, Auszeichnungen, Anmerkungen) | Höchstplatzierung, Gesamtwochen, AuszeichnungChartplatzierungen (Jahr, Titel, Album, Platzierungen, Wochen, Auszeichnungen, Anmerkungen) | Höchstplatzierung, Gesamtwochen, AuszeichnungChartplatzierungen (Jahr, Titel, Album, Platzierungen, Wochen, Auszeichnungen, Anmerkungen) | Höchstplatzierung, Gesamtwochen, AuszeichnungChartplatzierungen (Jahr, Titel, Album, Platzierungen, Wochen, Auszeichnungen, Anmerkungen) | Anmerkungen                   |
| Jahr | Titel Album                                                               | FR | BEW | DE | AT | CH | Anmerkungen                   |
| ---- | ------------------------------------------------------------------------- | --- | --- | --- | --- | --- | ----------------------------- |
| 2004 | Comptine d’un autre été: L’après-midi Le fabuleux destin d’Amélie Poulain | FR187 (2 Wo.)FR | — | DE47 (7 Wo.)DE | AT41 (2 Wo.)AT | CH34 Gold · (4 Wo.)CH | Charteinstieg in FR erst 2013 |
| 2015 | Porz Goret Eusa                                                           | FR179 (3 Wo.)FR | — | — | — | — |                               |

## Auszeichnungen für Musikverkäufe
| Goldene Schallplatte - Dänemark - 2023: für die Single Comptine d’un autre été: L’après-midi - Griechenland - 2002: für das Album Le fabuleux destin d’Amélie Poulain - Italien - 2013: für das Album Le fabuleux destin d’Amélie Poulain - Niederlande - 2002: für das Album Le fabuleux destin d’Amélie Poulain - Polen - 2023: für die Single Comptine d’un autre été: L’après-midi - Spanien - 2024: für das Lied La valse d’Amélie - Vereinigtes Königreich - 2013: für das Album Le fabuleux destin d’Amélie Poulain - 2024: für die Single Comptine d’un autre été: L’après-midi | Platin-Schallplatte - Europa - 2002: für das Album Le fabuleux destin d’Amélie Poulain - Italien - 2019: für die Single Comptine d’un autre été: L’après-midi - Kanada - 2007: für das Album Le fabuleux destin d’Amélie Poulain - Polen - 2002: für das Album Le fabuleux destin d’Amélie Poulain - Spanien - 2024: für die Single Comptine d’un autre été: L’après-midi |

Anmerkung: Auszeichnungen in Ländern aus den Charttabellen bzw. Chartboxen sind in ebendiesen zu finden.
| Land/RegionAuszeichnungen für Musikverkäufe (Land/Region, Auszeichnungen, Verkäufe, Quellen) | Gold       | Platin       | Verkäufe    | Quellen             |
| -------------------------------------------------------------------------------------------- | ---------- | ------------ | ----------- | ------------------- |
| Belgien (BRMA)                                                                               | —          | 2× Platin2   | 100.000     | ultratop.be         |
| Dänemark (IFPI)                                                                              | Gold1      | —            | 45.000      | ifpi.dk             |
| Europa (IFPI)                                                                                | —          | Platin1      | (1.000.000) | ifpi.org            |
| Frankreich (SNEP)                                                                            | 4× Gold4   | 3× Platin3   | 1.275.000   | snepmusique.com     |
| Griechenland (IFPI)                                                                          | Gold1      | —            | 15.000      | ifpi.gr             |
| Italien (FIMI)                                                                               | Gold1      | Platin1      | 80.000      | fimi.it             |
| Kanada (MC)                                                                                  | —          | Platin1      | 100.000     | musiccanada.com     |
| Niederlande (NVPI)                                                                           | Gold1      | —            | 15.000      | nvpi.nl             |
| Polen (ZPAV)                                                                                 | Gold1      | Platin1      | 125.000     | olis.pl             |
| Schweiz (IFPI)                                                                               | Gold1      | —            | 15.000      | hitparade.ch        |
| Spanien (Promusicae)                                                                         | Gold1      | Platin1      | 90.000      | elportaldemusica.es |
| Vereinigtes Königreich (BPI)                                                                 | 2× Gold2   | —            | 500.000     | bpi.co.uk           |
| Insgesamt                                                                                    | 13× Gold13 | 10× Platin10 |             |                     |

## Filmografie (Auswahl)
- 1998: Liebe das Leben (La vie rêvée des anges)
- 2001: Trois huit
- 2001: Die fabelhafte Welt der Amélie (Le fabuleux destin d’Amélie Poulain)
- 2003: Good Bye Lenin!